# Кролик у капелюсі

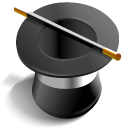
Циліндр і чарівна паличка — символи ілюзіонізму

Кролик у капелюсі — відомий фокус, який став символом ілюзіонізму як такого.
Виконується досить рідко, оскільки став «побитим кліше». Імовірно, Джон Генрі Андерсон (1814—1874) був першим, хто показав його. Це сталося в 30-х роках XIX століття.
Фокусник кладе капелюх-циліндр на стіл або ящик. Після цього він витягує з капелюха будь-який предмет (традиційно кролика).

## Секрет
Варіант перший 

Коли фокусник кладе капелюх, він поєднує його з секретними дверцятами в столі. У капелюсі також є секретний отвір. Через них фокусник і дістає кролика.
Якщо предмет невеликий, фокусник його міг заховати в рукаві.
Варіант другий 
 

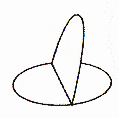
Вставний клапан

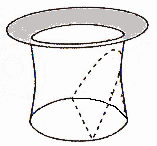
Застосування вставного клапана

Секрет полягає в застосуванні відкидного вставного клапана. 

Клапан складається з двох частин — основи і пелюстки. Матеріал — тонкий картон. 
 Основа — за розмірами і формою відповідає дну циліндра. 
 Пелюстка — щільно прилягає краями до стінок і вільно відкидається під час виконання трюку. 
 Весь пристрій забарвлюється в колір підкладки циліндра. 
 Під пелюстку ховається кролик.
Варіант третій 

Кролик поміщається в матер'яний мішечок. За конструкцією мішечок являє собою чорну хустку з щільної тканини, зібрану за чотири її кінці на манір вузлика. Мішечок підвішується на гачку до стільниці столика для фокусів. Глядачі цю підвіску не бачать, тому що вона прихована скатертиною з довгою бахромою, що покриває столик. Після деякого тренування виконавець може легким і невимушеним рухом підхопити мішечок циліндром, а потім вийняти кролика і показати його глядачам. Кролик спеціального дресирування не вимагає. Ця тварина в темному мішечку сидить абсолютно спокійно.